# Adenium
Adenium és un gènere de plantes amb flors dins la família de les apocinàcies de distribució africana i índica. Adenium obesum es cultiva com a planta d'interior en les regions temperades. S'han desenvolupat nombrosos híbrids. Les espècies d'Adenium són apreciades per les seves flors acolorides, però també pel seu inusual càudex gruixut. També es cultiven en forma de bonsai. Les varietats es propaguen per empelt o per esqueixos encara que en aquest cas no fan un càudex tan de pressa com les plantes multiplicades per llavors.
La saba d'Adenium boehmianum, A. multiflorum, i A. obesum contenen un glucòsid cardíac tòxic i es fan servir com verí de sageta al llarg del continent africà per tal de la caça major.

## Taxonomia
El gènere Adenium s'ha considerat que conté 12 espècies. Aquestes són considerades per altres taxonomistes com a subespècies o varietats. A finals del segle XX la classificació de Plazier reconeixia només 5 espècies.
Les espècies inclouen:
- Adenium arabicum Balf.f. (Aràbia)
  - Adenium Arabicum subsp. Thai Socotranum (Tailàndia)
- Adenium boehmianum Schinz (Namíbia, Angola)
- Adenium multiflorum Klotzsch. (de Zàmbia al sud)
- Adenium obesum (Forssk.) Roem. i Schult.
  - Adenium obesum subsp. obesum (Mauritània i del Senegal al Sudan)
  - Adenium obesum subsp. oleifolium (Sud-àfrica, Botswana)
  - Adenium obesum subsp. socotranum (Socotra)
  - Adenium obesum subsp. somalense (est d'Àfrica)
- Adenium swazicum Stapf (est de Sud-àfrica)[2][3]

Abans s'incloïa Pachypodium namaquanum (Wyley ex Harv.) Welw. com A. namaquanum Wyley ex Harv.